# Hiatusna kila
Hiatusna kila ali hiatusna hernija je kila, pri kateri je del želodca premaknjen skozi požiralnikov hiatus v medpljučje (mediastinum). Povzroča lahko zgago, bolečino v prsih ali bolečino ob požiranju hrane. Diagnoza temelji na endoskopiji in slikanju.

## Znaki in simptomi
Hiatusna kila se v večini primerov ne kaže z nikakršnim simptomom, lahko pa povzroča topo bolečino v prsih, kratko sapo (zaradi pritiska na prepono), palpitacije srca (zaradi draženja živca klateža) in nelagodje pri požiranju hrane. Bolečina in nelagoden občutek v prsih sta posledica refluksa želodčne kisline, zraka ali žolča.

## Vzroki
Največkrat vzrok ni poznan. Nekateri posamezniki se že rodijo z večjo hiatusno odprtino, na razvoj hiatusne kile pa lahko vplivajo tudi stanja, ki povečujejo pritisk na trebuh (nosečnost, debelost, kašelj, napenjanje med odvajanjem).

## Zdravljenje
Cilja zdravljenja sta ublažitev simptomov in preprečevanje zapletov. Simptomi, ki jih povzroča hiatusna kila, se lahko ublažijo s spremembami življenjskega sloga, kot so spanje na dvignjenem vzglavju, izguba telesne teže in prilagoditev prehranjevalnih navad. Prav tako so lahko učinkovita nekatera zdravila proti želodčni kislini (zaviralci histaminskega receptorja H2 in zaviralci protonske črpalke). Če drugi ukrepi ne pomagajo, je potreben kirurški poseg.